# Building the Perfect Beast
Building the Perfect Beast è un album di Don Henley, pubblicato nel 1984.

## Tracce
1. The Boys of Summer (Campbell, Henley) – 4:45
2. You Can't Make Love (Henley, Danny Kortchmar) – 3:34
3. Man With a Mission (Henley, Kortchmar, J.D. Souther) – 2:43
4. You're Not Drinking Enough (Kortchmar) – 4:40
5. Not Enough Love in the World (Henley, Kortchmar, Tench) – 3:54
6. Building the Perfect Beast (Henley, Kortchmar) – 4:59
7. All She Wants to Do Is Dance (Kortchmar) – 4:28
8. A Month of Sundays (Henley) – 4:31
9. Sunset Grill (Henley, Kortchmar, Tench) – 6:22
10. Drivin' With Your Eyes Closed (Henley, Kortchmar, Lynch) – 3:41
11. Land of the Living (Henley, Kortchmar) - 3:24